# オリンピック・フリブガ
オリンピック・フリブガ（フランス語: Olympique Club de Khouribga、略称：OCK、アラビア語: نادي أولمبيك خريبكة）は、モロッコ・フリブガにホームを置くサッカークラブである。
1923年創設。1982-1983シーズンに初めて国内1部リーグに昇格した。

## タイトル
- リーグ：1回
  - 2007

- カップ：2回
  - 2006, 2015

### 国際タイトル
- アラブ・カップウィナーズカップ：1回
  - 1996

## CAF大会での成績
- CAFチャンピオンズリーグ: 1回出場

2008 - 3回戦
- CAFコンフェデレーションカップ: 3回出場

2005 - 1回戦
2006 - グループステージ
2008 - 3回戦

## 歴代所属選手
- アルハッサン・ケイタ 2000-2001